# 다이애나 세라 캐리

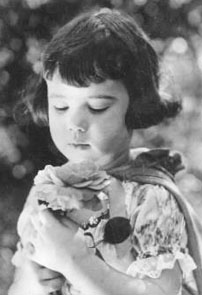

다이애나 세라 캐리(Diana Serra Cary, 본명: Peggy-Jean Montgomery, 1918년 10월 29일 ~ 2020년 2월 24일)는 별칭 베이비 페기(Baby Peggy)로 알려진 미국의 아동 영화배우, 저자, 무성영화 역사가이다. 무성 영화의 상당한 경력을 지닌 마지막 생존 인물이었다.
잭키 쿠건과 베이비 마리와 함께 헐리우드 무성 영화 시대의 3명의 주요 미국 아동 스타들 중 한 명이었다. 1921년부터 1924년까지 센추리 필름 코퍼레이션을 위해 150개가 넘는 단편 영화을 제작했다.